# 希腊区

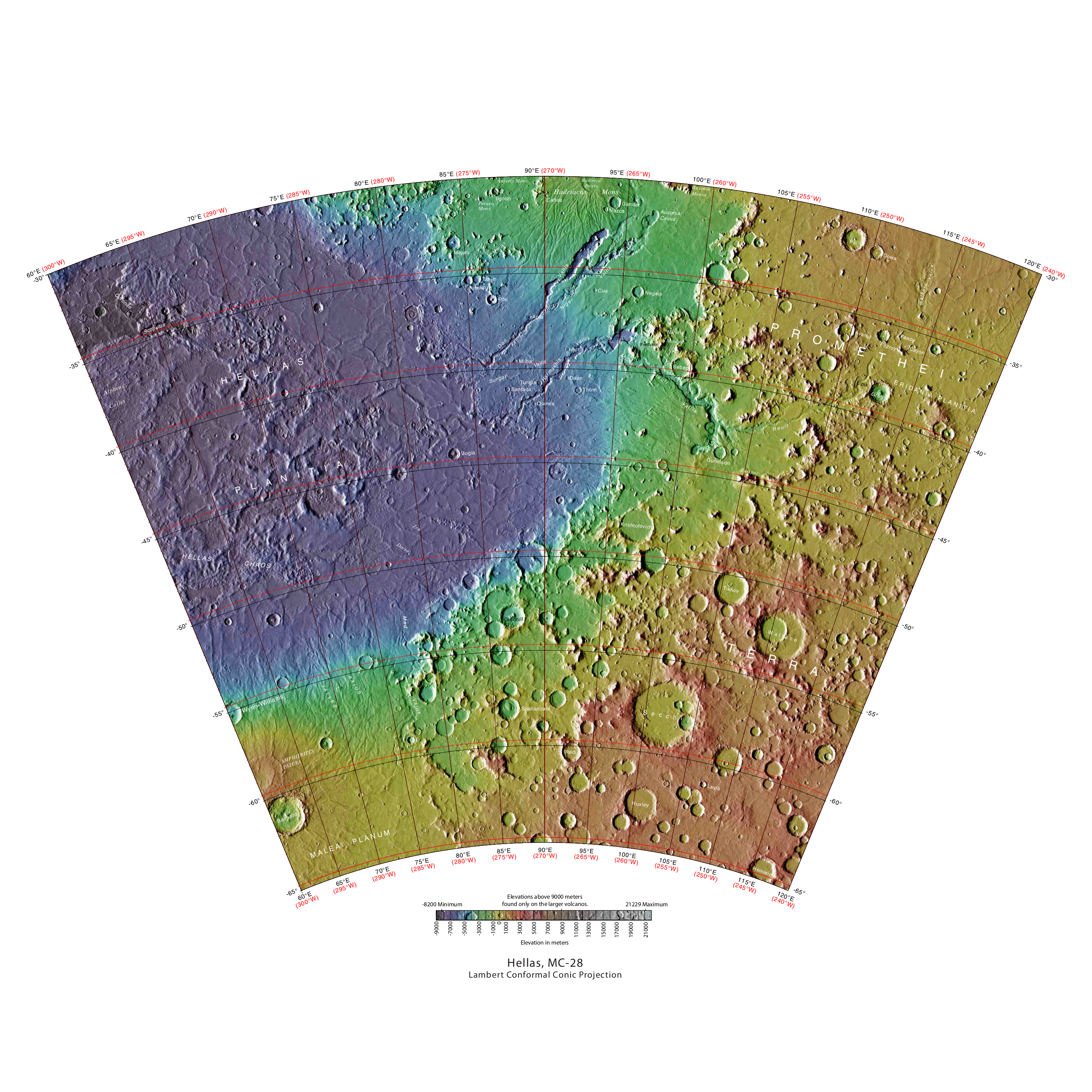
希腊区

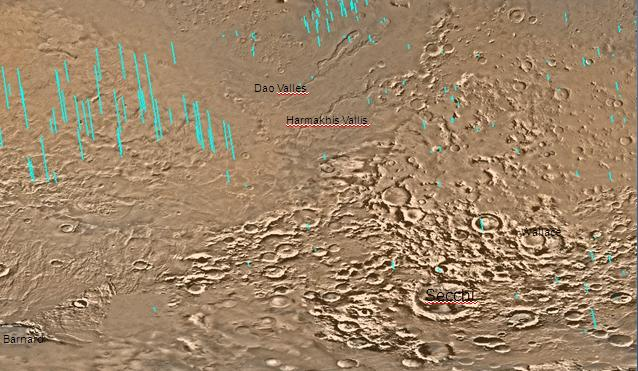
希腊区

希腊区是美国地质调查局太空地质学研究计划（Astrogeology Research Program）对火星表面划分的30个区域之一，编号为MC-28。
希腊区覆盖了火星西经240°至300°、南纬30°至65°的区域。希腊平原与普罗米修斯平原便位于该区。